# Langona pallidula
Langona pallidula là một loài nhện trong họ Salticidae.
Loài này thuộc chi Langona. Langona pallidula được Dmitri Viktorovich Logunov & Rakov miêu tả năm 1998.